# Srđan Ajković
Srđan Ajković (Kirin Serbia: Cpђaн Ajкoвић; sinh 15 tháng 10 năm 1991) là một tiền vệ bóng đá Montenegro thi đấu cùng với FK Rad.
Sinh ra ở Titograd, nay là Podgorica, thủ đô Montenegro, anh từng thi đấu ở câu lạc bộ FK Rad từ mùa hè năm 2009, khi anh ký hợp đồng từ câu lạc bộ FK Zeta của Montenegro. Anh ra mắt ở SuperLiga Serbia ở mùa giải 2009–10. Mùa giải 2010–11 anh được cho mượn với FK Lovćen ở Hạng nhất Montenegro. Anh thi đấu cùng với Rad ở Serbian SuperLiga 2011–12 và trong mùa đông của mùa giải 2012–13 anh chuyển đến FK BSK Borča thi đấu ở Hạng nhất Serbia.
Anh là một phần của Đội tuyển bóng đá U-19 quốc gia Montenegro.
Anh cũng mang quốc tịch Serbia.